# دیوید گراسی
دیوید گراسی (انگلیسی: Davide Grassi؛ زادهٔ ۱۳ ژانویهٔ ۱۹۸۶) بازیکن فوتبال اهل ایتالیا است.
از باشگاه‌هایی که در آن بازی کرده‌است می‌توان به باشگاه فوتبال سورنتو کالچو، باشگاه فوتبال پارما، باشگاه فوتبال اسنابروک، باشگاه فوتبال آریس لیماسول، باشگاه فوتبال تریستیانا، باشگاه فوتبال آبردین، باشگاه فوتبال داندی، و باشگاه فوتبال راپید بخارست اشاره کرد.